# Hendrik Entjes
Hendrik Entjes (Rheine, Westfalen, 17 september 1919 - Nieuwleusen, 8 mei 2006) was een Nederlandse taalkundige en hoogleraar.
Hein Entjes groeide sinds 1923 op in Vroomshoop, in de huidige gemeente Twenterand, op de rand van Twente en Salland en volgde de HBS in Almelo. Hij bezocht daarna alhier de kweekschool en werd onderwijzer. Hiernaast en erna ging hij verder studeren aan de School voor Taal- en Letterkunde in Den Haag en behaalde uiteindelijk zijn doctoraal Nederlands aan de Universiteit Utrecht. In Den Haag en later ook in Utrecht werd hij beïnvloed door de taalkundige C.B. van Haeringen en kwam hij in contact met de zich toentertijd net ontwikkelende dialectkunde. In 1969 verscheen - in samenwerking met de Vriezenveense vereniging Vienne Sproake - zijn Woordenboek van het Vriezenveens, deel 1, maar latere delen zijn niet verschenen. Van 1974 tot en met 1982 was Entjes, inmiddels wonende te Zuidhorn, hoogleraar Nedersaksisch aan de Rijksuniversiteit Groningen.